# Nationalisme chypriote
Ne doit pas être confondu avec Nationalisme chypriote turc ou Nationalisme chypriote grec.
Le nationalisme chypriote, également connu sous le nom de chypriotisme, fait référence à l'un des nationalismes de Chypre. Il met l'accent sur l'identité commune des Chypriotes grecs et des Chypriotes turcs en ce qui concerne leur « identité chypriote », mettant en évidence leur culture, leur patrimoine, leurs traditions et leurs droits économiques, politiques et sociaux communs. Le nationalisme chypriote est favorable à la réunification pacifique de Chypre et à la fin de l'ingérence de puissances extérieures dans ses affaires intérieures. Certains Chypriotes sont partisans d'un État confédéral ou fédéral, tandis que d'autres expriment leur préférence pour un État unitaire. Les nationalistes chypriotes considèrent les Chypriotes comme une seule nationalité, voire une seule ethnie, faisant référence à la distinction linguistique entre les Chypriotes en tant que Chypriotes de langue « grecque » et Chypriotes de langue « turque », et non en tant que deux groupes ethniques distincts.
Sur le plan politique, le nationalisme chypriote est généralement associé à la gauche, tant dans la politique chypriote grecque que turque. Les principaux partis politiques qui soutiennent un programme nationaliste chypriote sont le Parti progressiste des travailleurs (AKEL) parmi les Chypriotes grecs et le Parti républicain turc (CTP) parmi les Chypriotes turcs. Tous les représentants de ces partis ne prônent pas le chypriotisme ; par exemple, le Mouvement pour la démocratie sociale (EDEK) combine un programme économique de gauche avec une approche nationaliste chypriote grecque du problème chypriote. En outre, l'Union des Chypriotes soutient officiellement le Chypriotes. Il y a aussi des militants de la société civile et des petits groupes libéraux qui occupent des positions nationalistes chypriotes, bien que leur influence politique reste vraisemblablement limitée.

## Émergence et soutien

Drapeau de Chypre.

Au cours des années 1930, les communautés chypriote turque et chypriote grecque commencent à critiquer ouvertement la présence britannique sur l'île. Le gouverneur Richmond Palmer est l'un de ceux qui utilisent le terme de « nationalisme chypriote » dans son rapport du 23 octobre 1936, tout en expliquant la situation à Londres en mentionnant : « Afin d'avoir de la facilité à l'avenir sur l'île, nous devons continuer à administrer sur la base des exceptis excipiendis (ouvrir la voie aux exceptions), sur la base des districts. Par conséquent, le concept de nationalisme chypriote - qui émergera sous la forme d'un nouveau concept après l'érosion de l'Énosis - devrait être repoussé autant que possible et laissé dans l'ombre ».
Avec la montée des idées internationalistes du libéralisme et de la gauche politique, des variantes de l'identité chypriote commencent à être cultivées et adoptées par les groupes politiques chypriotes autochtones (à la fois Chypriotes grecs et Chypriotes turcs), en particulier les Démocrates unis libéraux et des organisations comme l’Union des Chypriotes. L’invasion turque de Chypre, à la suite d’un coup d'État à Chypre ordonné par la junte militaire en Grèce, entraîne un regain du nationalisme chypriote.

## Opposition
Les nationalistes grecs (et chypriotes grecs) et les nationalistes turcs (et Chypriotes turcs) s'opposent fermement au chypriotisme,.
Parmi les Chypriotes grecs qui s'identifient comme Grecs, le slogan politique central a toujours été « Chypre est grecque ». Les partis politiques tels que DIKO, EDEK et l'aile nationaliste grecque du DISY, ainsi que l'Église de Chypre, rejettent le chypriotisme comme une trahison de l'histoire et de l'identité grecques et une trahison des intérêts étrangers qui souhaitent que Chypre se soumette à l'agression turque.
Parmi les Chypriotes turcs, l'idée de nationalisme chypriote a été violemment rejetée par le dirigeant chypriote turc de longue date, Rauf Denktaş, nationaliste et partitionniste turc, qui croyait « qu'à Chypre il y a des Grecs et des Turcs« , et que "le seul vrai Chypriote est l'âne de Chypre »,. 